# Connie
Connie é uma cantora de freestyle e dance-pop. Connie é melhor lembrada por seu single "Funky Little Beat", que embora tenha obtido moderado sucesso nas paradas musicais dos Estados Unidos, chegando a posição #44 Billboard Hot Dance Music/Maxi-Singles Sales e #41 na Billboard Hot R&B/Hip-Hop Singles & Tracks, hoje essa canção é considerada um dos clássicos do gênero freestyle.

## Discografia

### Álbuns de estúdio
| Ano  | Detalhes do álbum                                                        |
| ---- | ------------------------------------------------------------------------ |
| 1986 | Connie - Lançado: 1986 - Gravadora: Sunnyview Records                    |
| 1995 | No Tears - Lançado: 16 de Abril de 1995 - Gravadora: Black Olive Records |
| 2006 | Let's Party - Lançado: 7 de Novembro de 2006 - Gravadora: CD Baby        |

### Compilações
| Ano  | Detalhes do álbum                                                              |
| ---- | ------------------------------------------------------------------------------ |
| 2002 | The Best of Connie - Lançado: 29 de Outubro de 2002 - Gravadora: Thump Records |

### Singles
- 1985: "Funky Little Beat"
- 1986: "Experience"
- 1986: "Rock Me / I Can't Stop"
- 1987: "Get Down Tonight"
- 1988: "Tonight's the Night"
- 1989: "Rockin, Rollin Weekend"
- 1993: "Funky Little Beat / Get Down Tonight"
- 1995: "No Tears"